# Mediateca Multilingue
La Mediateca Multilingue di Merano è una mediateca specialistica a Merano, che come struttura culturale pubblica è dedicata all'apprendimento e all'insegnamento delle lingue con particolare riferimento al tedesco come seconda lingua - e alla conoscenza delle culture straniere. L'istituzione fa parte dei servizi della Ripartizione Cultura Italiana della Provincia autonoma di Bolzano.

## Storia
La biblioteca multimediale fondata nel 2002 si trova nel palazzo storico ed ex "Hotel Esplanade", struttura che fiancheggia le antiche mura della città, e che già nel 1767 era nota come punto di ritrovo pubblico, in quanto ospitava commercianti di passaggio per l'Austria e la Germania. Dopo la demolizione delle mura di cinta nel 1878 il palazzo fu ampliato. In onore dell'arciduca austriaco Giovanni d'Asburgo-Lorena, ospite abituale e il più illustre dell'Ottocento, l'albergo prese il nome di "Erzherzog Johann". Tramite una successiva ristrutturazione il palazzo passò da osteria a hotel di lusso, attirando ripetutamente ospiti illustri come l'imperatrice Elisabetta di Baviera. Durante le due guerre mondiali l'albergo ospitò un centro logistico per la distribuzione di alimentari. Negli anni settanta le attività alberghiere cessarono ed un'ulteriore ristrutturazione ridiede al palazzo il fascino dell'epoca imperiale nella Sala degli Specchi, la Sala delle Signore e la Sala Conversazione, locali che oggi ospitano la Mediateca Multilingue di Merano.

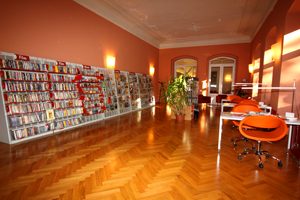
La sala lettura

## Sedi secondarie
La Mediateca Multilingue di Merano non ha sedi secondarie, ma con il Centro Multilingue di Bolzano, struttura gemella, è attivo un servizio regolare di prestito interbibliotecario.

## Dotazione e servizi
La Mediateca conta oltre 3.300 utenti attivi che effettuano più di 12.000 prestiti all'anno e usufruiscono di altri servizi completamente gratuiti. La collezione è costituita da oltre 8.100 titoli perlopiù multimediali, tra questi DVD, CD-ROM, audiolibri, podcast, eBook, quotidiani, periodici esteri, in oltre venti lingue.

### Servizi per studenti e scuole
- Consulenze linguistiche con un tutor specializzato
- Tavoli di conversazioni di gruppo in diverse lingue

- Visite guidate per qualsiasi tipo di scuola e classe e per gruppi di adulti
- Corsi multimediali per l'apprendimento e l'approfondimento di lingue straniere e del tedesco seconda lingua
- Corsi per l'apprendimento linguistico su iPod e consolle giochi (Nintendo, Sony, ecc.)

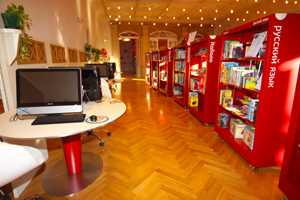
Stazioni multimedia

### Altri servizi
- Reference
- Prestito bibliotecario e accesso internet WI-FI
- Visite guidate ed organizzazione di eventi nel campo delle lingue
- Edicola virtuale
- Kid's corner
- Proiezione di film in lingua originale
- Serate a tema in lingua
- Preparazione all'esame di bilinguismo